# Суассуна
Суассуна (настоящее имя Рейнальдо Рамос Суассуна; род. 16 января 1938, Итабуна, Баия) — выдающийся местре, основатель и глава международной группы капоэйры Cordão de Ouro.

## Биография
Суассуна вырос в Итабуне и начал заниматься капоэйрой в начале 1950-х по рекомендации врачей, для укрепления недосточно развитой мускулатуры ног. Он обучался у мастеров Суруру и Абины в Итабуне, а в дальнейшем продолжил своё обучение у мастеров Вальдемара, Канжикуиниа и Бимбы

## Карьера
В начале 1950-х Суассуна стал известным мастером капоэйры в штате Баия, и стал получать множество приглашений представить своё шоу как в разных городах Бразилии, так и за границей. В 1965 году он переехал в Сан-Паулу с серьёзным намерением открыть академию и сделать карьеру в капоэйре. Однако осуществить эту мечту удалось не сразу: первое время Суассуна испытывал финансовые трудности и был вынужден работать в нескольких местах. Но вскоре он познакомился с местре Бразилия в академии Ze Freita, и вместе они открыли Associacao de capoeira Cordão de Ouro.
Местре Суассуна разработал множество шоу капоэйры, записал четыре CD и управлял шоу группой школы Cordão de Ouro. Он также внес большой вклад в распространение капоэйры по всему миру: в настоящее время школа Cordão de Ouro насчитывает десятки филиалов по всему миру. Суассуна продолжает оказывать серьёзное влияние на развитие капоэйры и по сей день, проводя семинары и мастер классы в разных штатах Бразилии и по всему миру, в том числе в России, Израиле, Франции и ЮАР. Он лично вручил пояс местре нескольким капоэйристам. В числе его учеников местре Иван, местре Чикоче, местре Кибе, местре Маскара, местре Куэка, мэстре Эдан и многие другие.

## Миуджиньо
Одним из главных достижений местре Суассуны является развитие стиля миуджиньо (miudinho) и соответствующего музыкального ритма. В 1970—1980 гг. капоэйра была на пике популярности в Бразилии, однако стремительное распространение боевого искусства привело к появлению в нём агрессивных черт. Местре Суассуна сосредоточил свои усилия на сохранении и развитие «традиционной» капоэйры, в которую он пришел в 1950-х гг. на своих занятиях Суассуна уделял особое внимание пластике и технике, а также внесению в игру новых, усложнённых движений. Этот новый стиль, получивший название миуджиньо («придирчивый, взыскательный» — португ.), представляет собой непрерывную игру в тесном пространстве (jogo de dentro), в которой широко используются вращательные элементы и акробатика. В настоящее время стиль миуджиньо является отличительной чертой школы Cordão de Ouro.